# Babajevói járás

A Babajevói járás a Vologdai területen

A Babajevói járás (oroszul Бабаевский муниципальный район) Oroszország egyik járása a Vologdai területen. Székhelye Babajevo.

## Népesség
- 1989-ben 29 535 lakosa volt.
- 2002-ben 24 930 lakosa volt, akik főleg oroszok.
- 2010-ben 21 944 lakosa volt, melyből 20 907 orosz, 210 ukrán, 67 fehérorosz, 42 cigány, 38 örmény, 14 azeri, 14 tatár, 5 üzbég stb.